# Polizeidirektion Sachsen-Anhalt Nord

Die drei Polizeidirektionen von Sachsen-Anhalt.

Die Polizeidirektion Sachsen-Anhalt Nord war bis zum 31. Dezember 2018 eine der drei Polizeidirektionen der Polizei Sachsen-Anhalt. Ihr Sitz war in der Sternstraße 12 in Magdeburg. Nach dem Wechsel von Andreas Schomaker in das Innenministerium von Sachsen-Anhalt im Juli 2018 wurde der Leitende Polizeidirektor Tom-Oliver Langhans kommissarisch als Polizeipräsident der Polizeidirektion Sachsen-Anhalt Nord eingesetzt.
Die beiden anderen Polizeidirektionen des Landes waren die Polizeidirektion Sachsen-Anhalt Ost in Dessau-Roßlau und die Polizeidirektion Sachsen-Anhalt Süd in Halle (Saale).
Die Aufgaben der Polizeidirektion Sachsen-Anhalt Nord übernehmen seit dem 1. Januar 2019 verschiedene Polizeiinspektionen. Die Wasserschutzpolizei gehört zur Polizeiinspektion Zentrale Dienste Sachsen-Anhalt. Die Polizeireviere im Landkreis Stendal, Altmarkkreis Salzwedel und Landkreis Jerichower Land sowie der Zentrale Kriminaldienst Stendal gehören zur Polizeiinspektion Stendal. Zur Polizeiinspektion Magdeburg gehören die Polizeireviere im Landkreis Börde, Landkreis Harz,
Salzlandkreis und Magdeburg.